# Queensland Raceway
O Queensland Raceway é um autódromo localizado em Ipswich, estado de Queensland, na Austrália, o circuito foi inaugurado em 1999 e possui um traçado de 3.12 km com 6 curvas.